# みだれ髪 (美空ひばりの曲)
みだれ髪（みだれがみ）は、美空ひばりのシングル。1987年12月10日にコロムビアから発売された
1988年1月1日には同名のアルバムも発売された。

## 概要
福島県いわき市平薄磯地区に建つ、塩屋埼灯台を舞台にしたご当地ソングの楽曲であり、塩屋埼にはひばりの記念石碑が建っている。
1987年夏、特発性大腿骨頭壊死症を理由に長期入院を余儀なくされていたひばりが退院して、病からの復帰第一作としてレコーディングした楽曲である。このレコーディングはオーケストラを含め、伴奏は一発録りで行われた。
ひばりは高音（裏声）に特長があると、以前から船村は思っていたが、十年以上前に曲を提供したときは「苦手だからやめて」とひばりの母により拒否されていた。今回はサビで裏声になるようキーの設定をしている。
ひばり自身は三番の「春は二重に巻いた帯 三重に巻いても余る秋」というくだりを気に入っていたという。当初星野が書いた「祈る女の性かなし」は、消そうとされたものの、ひばりが星野に「今の私は『祈る』という言葉を大事にしたい」と申し出たことにより、そのまま二番の歌詞に採用された。
B面の「塩屋崎」（しおやみさき）も、「みだれ髪」と同様に塩屋埼灯台をテーマとしたカップリング曲だが、此方はメジャーコード（長調）でかつワルツのリズムと、明るい曲調に仕上がっている。
1988年4月11日に開催された「不死鳥 美空ひばり in TOKYO DOME ~翔ぶ!! 新しき空に向って~」（東京ドーム）の復活コンサートでは、当楽曲のA・B面共にフルコーラスで歌唱披露された。

## 収録曲
1987年〜1989年盤（EP、シングルCD）
1. みだれ髪
  - 作詞：星野哲郎、作曲：船村徹、編曲：南郷達也
2. 塩屋崎
  - 作詞：星野哲郎、作曲：船村徹、編曲：蔦将包

1987年盤（カセットテープ）
- A面

1. みだれ髪
2. みだれ髪（オリジナル・カラオケ）

- B面

1. 塩屋崎
2. 塩屋崎（カラオケ）

1991/2/21盤
1. みだれ髪
2. 川の流れのように

1991/7/1盤
1. みだれ髪
2. みだれ髪（カラオケ）
3. 悲しき口笛
4. 悲しき口笛（カラオケ）

1994年盤
- 1枚目

1. みだれ髪
2. みだれ髪（カラオケ）
3. 悲しい酒
  - 作詞：石本美由起、作曲：古賀政男、編曲：佐伯亮、ギター演奏：古賀政男
4. 悲しい酒（カラオケ）

- 2枚目

1. 柔
2. 柔（カラオケ）
3. 塩屋崎
4. 塩屋崎（カラオケ）

2003年盤
1. みだれ髪
2. ひばりの佐渡情話
  - 作詞：西沢爽、作曲：船村徹
3. みだれ髪（カラオケ）
4. ひばりの佐渡情話（カラオケ）

2008年盤
1. みだれ髪
2. ひばりの佐渡情話
3. 悲しい酒（セリフ入り）
  - 作詞：石本美由起、作曲：古賀政男
4. みだれ髪（オリジナル・カラオケ）
5. ひばりの佐渡情話（オリジナル・カラオケ）
6. 悲しい酒（オリジナル・カラオケ）

## アルバム「みだれ髪」収録曲
1. みだれ髪
2. 港町十三番地
3. リンゴ追分
4. 柔
5. ひとりぼっち
6. ひばりの佐渡情話
7. 好きなのさ
8. 哀愁波止場
9. 津軽のふるさと
10. 塩屋崎
11. 昭和ながれ花
12. 悲しい酒

## カバー
| 曲名     | 発売日         | アーティスト | 収録作品                                                                                | 規格品番    | 備考 |
| -------- | -------------- | ------------ | --------------------------------------------------------------------------------------- | ----------- | ---- |
| みだれ髪 | 1988年6月21日  | 川中美幸     | アルバム『川中美幸全曲集』                                                              | 30CH-312    |      |
| みだれ髪 | 1996年9月21日  | 伍代夏子     | アルバム『夏子の路〜伍代夏子10周年記念アルバム〜』                                      | SRCL-3680/1 |      |
| みだれ髪 | 1996年11月25日 | 香西かおり   | アルバム『綴織百景VOL.6〜美空ひばりを唄う〜』                                           | POCH-1612   |      |
| みだれ髪 | 2000年7月20日  | 五島良子     | トリビュート・アルバム『美空ひばりトリビュート』                                        | COCP-31003  |      |
| みだれ髪 | 2000年8月23日  | 島津亜矢     | アルバム『演歌の魂 相生〜ふたりの絆はほどけない〜』                                     | TECE-30172  |      |
| みだれ髪 | 2001年5月23日  | 鳥羽一郎     | アルバム『船村徹メロディーを唄う』                                                      | CRCN-20243  |      |
| みだれ髪 | 2007年11月7日  | 島津悦子     | アルバム『ヒット曲カバーコレクション』                                                  | KICX-704    |      |
| みだれ髪 | 2008年5月7日   | 加藤登紀子   | アルバム『SONGS うたが街に流れていた』                                                  | UICZ-4180   |      |
| みだれ髪 | 2008年10月22日 | 清水博正     | アルバム『魂の歌』                                                                      | TECE-28801  |      |
| みだれ髪 | 2014年10月1日  | 葵かを里     | アルバム『葵かを里全曲集～保津川ふたり～』                                              | TKCA-74140  |      |
| みだれ髪 | 2015年7月8日   | 角川博       | アルバム『女ごころ…ヒットカバー集』                                                     | KICX-936    |      |
| みだれ髪 | 2016年5月7日   | 大江裕       | アルバム『女性歌謡名曲選』                                                              | CRCN-20422  |      |
| みだれ髪 | 2016年8月17日  | 西方裕之     | アルバム『船村徹の世界を唄う』                                                          | KICX-988    |      |
| みだれ髪 | 2017年4月12日  | 川上大輔     | シングル「人魚のように」（タイプA）                                                     | CRCN-8045   |      |
| みだれ髪 | 2017年9月20日  | 水森かおり   | アルバム『歌謡紀行16 〜早鞆ノ瀬戸〜』                                                   | TKCA-74550  |      |
| みだれ髪 | 2019年5月29日  | 中西保志     | コンピレーションアルバム『美空ひばり トリビュート Respect HIBARI -30 years from 1989-』 | COCP-40816  |      |
| みだれ髪 | 2020年4月8日   | 谷龍介       | アルバム『カバー･オブ･リクエスト』                                                      | TKCA-74881  |      |
| みだれ髪 | 2021年9月1日   | 山内惠介     | アルバム『Roots』                                                                       | VICL-65547  |      |